# Didemnum linatum
Didemnum linatum är en sjöpungsart som beskrevs av Kott 200. Didemnum linatum ingår i släktet Didemnum och familjen Didemnidae. Inga underarter finns listade i Catalogue of Life.